# Brădetu (okręg Vrancea)
Brădetu – wieś w Rumunii, w okręgu Vrancea, w gminie Nistorești. W 2011 roku liczyła 147
mieszkańców